# Iwan Mielnikow (polityk)

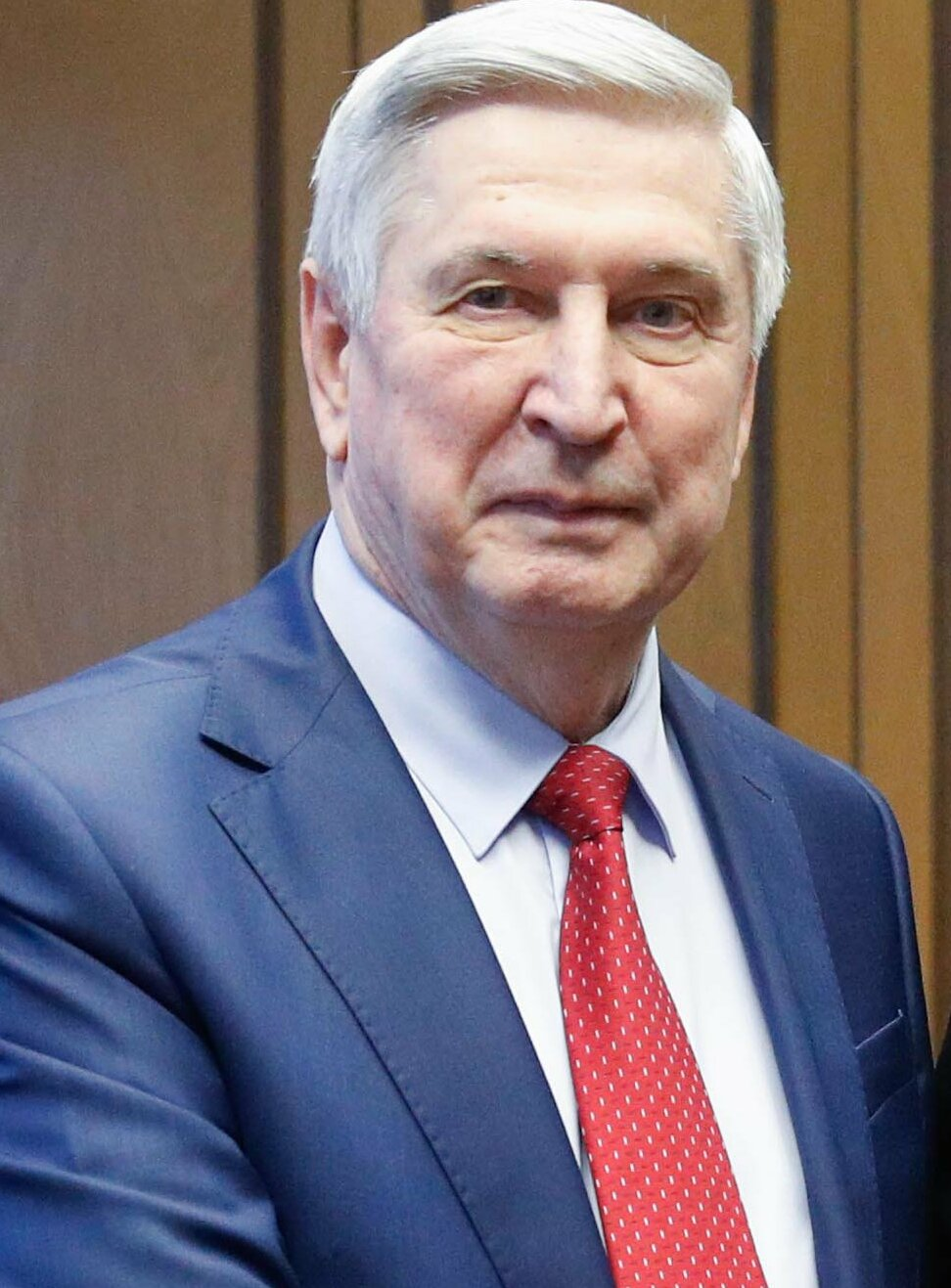
2023

Iwan Iwanowicz Mielnikow (ros. Ива́н Ива́нович Ме́льников, ur. 7 sierpnia 1950 w Bogorodicku) – radziecki działacz partyjny, rosyjski polityk komunistyczny.

## Życiorys
W 1972 ukończył Moskiewski Uniwersytet Państwowy im. Łomonosowa, na którym następnie był wykładowcą, został kandydatem nauk fizyczno-matematycznych. Od 1972 członek KPZR, 1988-1991 sekretarz komitetu partyjnego Moskiewskiego Uniwersytetu Państwowego im. Łomonosowa, 1990-1991 członek KC KPZR, od 14 lipca 1990 do 23 sierpnia 1991 członek Sekretariatu KC KPZR, sekretarz KC KPZR. W 1991 przewodniczący Komisji ds. Polityki Młodzieżowej KC KPZR, od 1991 docent Wydziału Mechaniczno-Matematycznego Moskiewskiego Uniwersytetu Państwowego im. Łomonosowa, 1992-1997 sekretarz KC KPFR. Od 1993 deputowany Dumy Państwowej Federacji Rosyjskiej, członek frakcji KPFR, 1996-2002 przewodniczący Komitetu Dumy Państwowej Federacji Rosyjskiej ds. Edukacji i Nauki, od 1997 zastępca przewodniczącego KC KPFR Giennadija Ziuganowa.